# Кханде Рао Гайквад
Саяджі Рао Гайквад (1828 — 28 листопада 1870) — магараджа Вадодари, третій син Саяджі Рао Гайквада II. За часів його правління (1962) у державі було розпочато будівництво вузькоколійної залізниці, яка 1951 року разом з іншими ділянками була об'єднана в Західну залізничну зону.